# Ludwig von Schlotheim

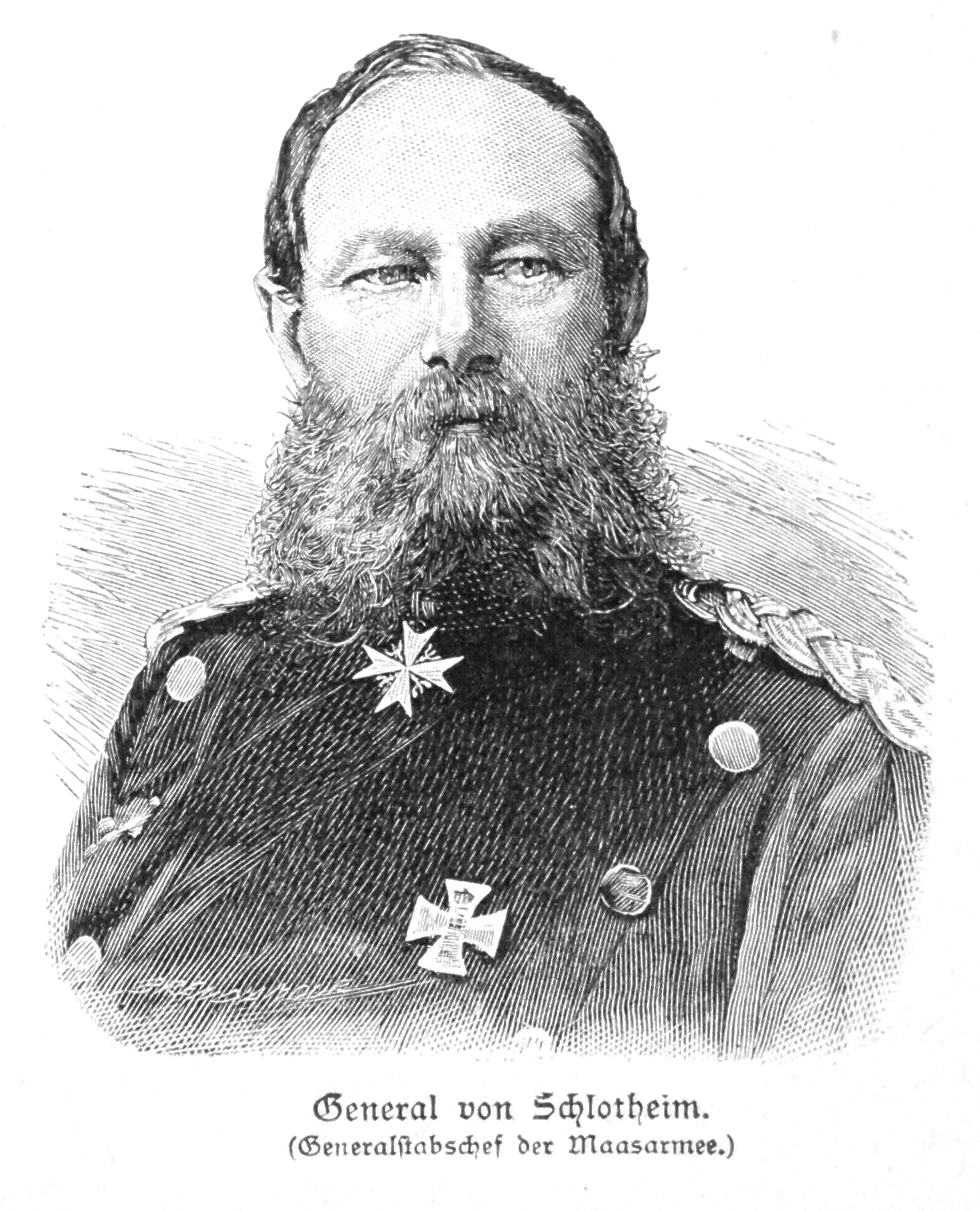
Tướng Ludwig von Schlotheim

Carl Ludwig Freiherr von Schlotheim (22 tháng 8 năm 1818 tại Uthleben – 7 tháng 4 năm 1889 tại Kassel) là một Thương tướng Kỵ binh trong quân đội Phổ, đã từng tham chiến trong cuộc Chiến tranh Áo-Phổ năm 1866 và cuộc Chiến tranh Pháp-Đức năm 1870 – 1871.

## Thân thế và tuổi trẻ
Schlotheim xuất thân trong gia đình quý tộc cổ Thüringen von Schlotheim và sinh ra tại thái ấp (Ruttergut) Uthleben của dòng họ Schlotheim tại Sondershausen. Ông là con trai của viên cựu Đại úy Vương quốc Sachsen và Chủ thái ấp Günther von Schlotheim với vợ của ông này là bà Frau Louise, tên khai sinh von Hopffgarten, con gái của ông Friedrich Ernst von Hopffgarten. Chẳng bấy lâu sau khi ông chào đời (ngày 22 tháng 8 năm 1818), thân mẫu của ông mất vào ngày 3 tháng 9 năm 1818. Năm Ludwig lên 11 tuổi (1829), cha ông qua đời và từ đó ông được nuôi nấng bởi những người thân của mẹ mình tại dinh Schlotheim ở thành phố Schlotheim.
Vào ngày 1 tháng 7 năm 1841, tại Merseburg, Ludwig von Schlotheim đã kết hôn lần đầu tiên với bà Ida Marie von Wolff (2 tháng 12 năm 1819 – 14 tháng 3 năm 1868), con gái của Trung tướng Vương quốc Phổ Carl Wilhelm von Wolff và Nữ bá tước Dorothea von Hardenberg. Cuộc hôn nhân này đã mang lại cho ông 4 người con.
Sau khi vợ ông mất sớm năm 1868, vào ngày 16 tháng 6 năm 1873, ông tái giá với bà Arianne von Heyden-Linden (29 tháng 6 năm 1841 – 29 tháng 12 năm 1927), con gái của viên thị thần Đại Công quốc Mecklenburg August von Heyden-Linden và bà Arianne von Maltzahn. Cuộc hôn nhân thứ hai này không đem lại cho ông một người con nào.

## Sự nghiệp quân sự
Vào ngày 1 tháng 7 năm 1835, ông đã nhập ngũ trong Trung đoàn Khinh kỵ binh số 12 Thüringen tại Kölleda vào ngày 11 tháng 9 năm 1836 ông được phong quân hàm thiếu úy. Kể từ năm 1842, ông giữ chức sĩ quan phụ tá cấp trung đoàn vào năm 1848 ông được bổ nhiệm chức phụ tá cấp lữ đoàn. Vào năm 1849, trên cương vị là sĩ quan phụ tá của lực lượng Kỵ binh Trừ bị trong Quân đoàn II thuộc Đạo quân Rhein (Rheinarmee), ông đã tham gia đánh dẹp cuộc nổi dậy tại Baden. Ông được thăng chức Trưởng quan kỵ binh (Rittmeister) vào năm 1853 và dưới sự chỉ huy của Đại tá Helmuth von Moltke, khi đó là Tham mưu trưởng của Quân đoàn IV, ông đã tham dự một cuộc diễn tập thường niên của Bộ Tổng tham mưu (Generalstabsreise); về sau đó, ông gia nhập Bộ Tổng Tham mưu và được chuyển vào Bộ Tổng chỉ huy của Quân đoàn II (đóng quân tại Stettin) vào năm 1855.
Vào ngày 27 tháng 8 năm 1857, Schlotheim được phong quân hàm Thiếu tá trong bộ tham mưu của Sư đoàn số 1 dưới sự thống lĩnh của Vương tử Friedrich Karl Nikolaus của Phổ tại thành phố Potsdam. Trên cương vị này, ông đã hợp tác với Friedrich Karl và được lệnh chuẩn bị cho công cuộc cải cách quân đội Phổ. Và, trong cuộc canh tân này, vào tháng 5 năm 1860 ông được nhận quyền chỉ huy (Führer), nhưng không lâu sau đó ông nhậm chức Tư lệnh của Trung đoàn Long kỵ binh Cận vệ số 2 "Hoàng hậu Alexandra của Nga". Cùng năm đó, ông được thăng cấp Đại tá. Vào ngày 14 tháng 12 năm 1865, ông được ủy nhiệm làm Tham mưu trưởng của Quân đoàn VIII dưới sự chỉ huy của tướng Eberhard Herwarth von Bittenfeld tại Koblenz. Trong cuộc chiến tranh với Áo vào năm 1866, ông là Tham mưu trưởng của Tập đoàn quân Elbe (Elbarmee). Đến năm 1869, Schlotheim lãnh chức Tư lệnh của Lữ đoàn Kỵ binh số 25 Đại Công quốc Hesse tại Darmstadt.
Trong cuộc Chiến tranh Pháp-Đức (1870 – 1871), ông chỉ huy lữ đoàn của mình tấn công Pháp và tham chiến trong trận đánh khốc liệt ở Gravelotte-St. Privat vào ngày 18 tháng 8 năm 1870. Tiếp sau đó, ông được Thái tử Albert của Sachsen bổ nhiệm làm Tham mưu trưởng của Tập đoàn quân Maas mới được thành lập dưới sự thống lĩnh của Thái tử Sachsen, và giữ chức vụ này trong suốt thời gian còn lại của cuộc chiến. Cùng với Tập đoàn quân số 3 do Thái tử Friedrich Wilhelm của Phổ chỉ đạo, Tập đoàn quân Maas đã hợp vây Tập đoàn quân Châlons của Pháp do Hoàng đế Napoléon III và Thống chế Patrice de Mac-Mahon chỉ huy trong trận Sedan vào ngày 1 tháng 9 năm 1870. Cuộc đầu hàng của quân đội Pháp tại Sedan và việc bắt giữ Hoàng đế Pháp vào ngày 2 tháng 9 đã kết thúc trận đánh với thắng lợi quyết định của quân đội Đức, đồng thời đặt tiền đề cho thất bại hoàn toàn của Pháp trong cuộc chiến. Những đóng góp của Schlotheim trong cuộc chiến chống lại Tập đoàn quân Châlons của Mac-Mahons và trong cuộc vây hãm Paris đã được đánh giá cao và mang lại cho ông nhiều phần thưởng cao quý.
Với chức quyền là Tư lệnh cấp sư đoàn trong lực lượng chiếm đóng của Đức tại Pháp (Okkupationsarmee), Schlotheim đóng quân tại Nancy vào năm 1871. Vào năm 1872, ông được bổ nhiệm làm Tư lệnh của Sư đoàn số 17 ở Schwerin. Vào năm 1880, ông được thăng cấp Thượng tướng Kỵ binh và Tướng tư lệnh của Quân đoàn XI tại Kassel.
Vào năm 1885, Ludwig von Schlotheim làm lễ kỷ niệm 50 ngày nhập ngũ của mình. Ông đã được tặng thưởng Huân chương Đại bàng Đen vào năm 1888.sein 50-jähriges Dienstjubiläum. Ihm wurde 1888 der Schwarze Adlerorden. Tại đồn binh của mình ở Kassel, ông từ trần vào ngày 8 tháng 4 năm 1889, vài ngày trước khi ông được phép nghỉ hưu theo yêu cầu của ông.

## Tặng thưởng
Bên cạnh Huân chương Đại bàng Đen, Ludwig von Schlotheim còn được trao tặng Huân chương Quân công cao quý của nước Phổ, Thập tự chỉ huy hạng II của Huân chương Quân sự Thánh Heinrich vào ngày 24 tháng 8 năm 1870 cùng với Huân chương Thập tự Sắt hạng II và I.